# 浅井雄一
浅井 雄一（あさい ゆういち、1979年6月29日 - ）は、日本の男性モデル、俳優、MC、ラジオパーソナリティ、司会者。愛知県名古屋市出身。岐阜県恵那市うまれ。身長180cm、靴のサイズは28cm、血液型O型。株式会社ジュネス、株式会社ジオット所属。

## 略歴
- 愛知県立昭和高校、愛知県立大学卒業
- 1999年、モデルとしての活動を開始する
- 地元名古屋を拠点にCM、雑誌、広告、ラジオDJ、ファッションショーなど幅広く活動
- 2005年、拠点を東京に移し、俳優としての活動も開始する

## 人物
- 普通自動車免許、大型二輪免許保有
- 日本酒サービス研究会・酒匠研究会連合会（SSI）認定日本酒ナビゲーター
- 実家で猫を５匹飼っている
- 好きな食べ物はアジフライ・きのこ・チーズ
- 得意なスポーツはバレーボールと水泳
- 高校在学時、バレーボールで中国遠征を経験[1]

## 出演

### テレビドラマ
- ハムラアキラ 第4話（2020年、NHK総合）
- トクサツガガガ 第6話（2019年、NHK総合）

### 舞台
- Septet Chords（2019年、中目黒ウッディーシアター） - マスター 役
- 戦国無双〜四国遠征の章〜（2016年、AiiA 2.5 Theater Tokyo） - 織田信長 役[2]
- 戦国無双〜関ヶ原の章〜（2015年、シアター1010） - 織田信長 役
- 疾風!!新選組（2015年、中目黒ウッディーシアター） - 近藤勇 役
- 熱海殺人事件売春捜査官（2014年、中野MOMO） - 熊田留吉刑事 役
- 異人たちのラプソディ（2014年、中野MOMO） - 赤井 役
- 黒蜥蜴（2012年、明治座） -　一寸法師手下 / 警官 役、他
- 石川さゆり40周年記念公演（2012年、明治座） - ホットン 役
- めぐみへの誓い（2010年、紀伊國屋サザンシアター） - 警備兵 役
- Welcomehomeルナ（2009年、銀座小劇場） - 館 役
- 俺は、君のためにこそ死ににいく（2009年、紀伊國屋サザンシアター） - 荒木中尉 役
- 明るい結婚式の挙げ方（2007年、新宿文化センター） - 小糸ユウジ 役

### 映画
- 忘れ雪（2015年 ハン・サンヒ監督） - 南 役
- 東京闇虫パンドラ（2015年 佐藤佐吉監督） - 高橋直樹 役
- 今日子と修一の場合（2013年 奥田瑛二監督）
- 究極の幸せ（2012年 速水雄輔監督） - カメラマン 役
- 20世紀少年最終章（2009年 堤幸彦監督） - 地球防衛軍 役
- さよならのうら（2007年 冨樫森監督） - 高瀬靖 役

### バラエティ
- あざとくて何が悪いの？（2021年、テレビ朝日）
- 有田哲平の夢なら醒めないで（2018年、TBSテレビ）
- キス濱テレビ（2014年、テレビ朝日）
- キャサリン三世（2013年、フジテレビ）
- スタイルコレクション（2010年、あさひテレビ）
- 魔女たちの22時（2009年、日本テレビ）

### MC
- 第45回東京モーターショー（2017年）-日産ブース メインステージMC

### ラジオ
- マスター's room（2019年〜 ニコニコチャンネル） - メインパーソナリティー
- Septet Chords〜Radio Konzert〜（2018年〜響 HiBiKi Radio Station）
- 江の島ビーチステーション（2018年、片瀬江ノ島東浜海岸） - 木曜日パーソナリティー
- BUZZ PANIC（2004年 - 2005年、FM DANVO） - メインパーソナリティー

## モデルとしての出演

### CM・VP
- ららぽーと「出会いに、会いに。」2021編（蛯原友里 夫役） TVCM
- SUZUKI「新型ハスラー『HUSTLER WORLD』篇」TVCM
- サンスター「口から始める健康習慣」篇 TVCM
- フォトシンス「Akerun入退室管理システム」(早着替え編） TVCM
- ららぽーと「出会いに、会いに。」2020編（蛯原友里 夫役） TVCM
- SUZUKI「新型ハスラーアウトドア篇」  TVCM
- SUZUKI「新型ハスラー海篇」TVCM
- ニベア花王「ニベアデオドラントアプローチ」TVCM
- SUZUKI「新型ハスラーJOY&POP展開編」 TVCM
- ADVAN「コラージュ・キッチン編」 TVCM
- ADVAN「コラージュ・ショールーム編」 TVCM
- ロート製薬「デ・オウ」 TVCM
- 夢のおてつだい TVCM
- NEC「LAVIE Note NEXT」(PCとは、愛だ。) TVCM
- フォトシンス「Akerun入退室管理システム」(オフィスあるあるスマートに解決編） TVCM
- フォトシンス「Akerun入退室管理システム」(オフィスあるある手配済み編） TVCM
- キョクヨー(みんなのキョクヨー編) TVCM
- SONY「amue link」（アミューリンクのある暮らし）
- 東急リバブル
- ドラゴンクエストVR
- pioneer
- ダイキン工業
- Jetstar
- 大正製薬「RAIZIN」
- 損保ジャパン日本興亜 　TVCM
- 富士通
- 三井不動産
- 旭化成ホームズ
- HONDA「FREED」TVCM
- アサヒビール 「クリアアサヒ」TVCM
- セブンイレブン　TVCM
- Microsoft
- au
- Panasonic
- ろうきん　TVCM
- 8番らーめん　TVCM
- GRAND TIALA　TVCM

など

### スチール・web
- TIS「ヘルスケアパスポート」
- ワイズギア（2018-2019メインモデル）
- 日産自動車
- 髙島屋
- JINS
- ダイハツ
- スバル
- オムロン
- 東芝LED 10年カレンダー(カンヌ国際広告祭アウトドア部門にてゴールドを受賞)
- ホテル日航金沢
- SONY
- アステラス製薬
- Gillette
- Apple
- Microsoft
- au
- ゼクシィ
- じゃらん
- 松坂屋
- 西友
- PARCO
- 博物館明治村
- VIVRE
- 日本オプティカル
- 積水ハイム
- リーボック

など

### SHOW
- HERMES「彼女と」恋人役
- アンダーアーマー
- 阪急MENS館
- alfredBANISTER
- 5351
- DUCATI

など